# Töltéshordozó
A fizikában töltéshordozón olyan töltéssel rendelkező részecskét értünk, mely a közegben elmozdulhat, ezzel a töltés terjedése valósulhat meg. Szűkebb értelemben az elektromos vezető belsejében található, elektromosan töltött, szabadon mozgó részecskéket nevezzük töltéshordozónak. Gyakori példák az elektronok, ionok és az elektronlyukak. Ha elektromos vezető anyag belsejében a töltéshordozókra elektromos tér hat, akkor jellemzően ezek rendezett mozgása alakul ki, melyet elektromos áramnak nevezünk. A töltéshordozó a közegtől függően sokféle lehet:
- Fémek töltéshordozója az elektron. A fém atomok vegyértékhéjáról néhány elektron delokalizált állapotba kerül és a fém kristályában szabadon elmozdulhat. Ezeket nevezzük vezető elektronoknak, a szabad elektronokból kialakuló elektrongázt pedig Fermi-gáznak.
- A töltéshordozók elektrolitokban ionok, azaz olyan atomok, amik elektront vettek fel vagy adtak le, így töltésük nem semleges. Az így negatív töltésűvé váló ionokat anionnak, a pozitívakat kationnak nevezzük. Ionos kötésű anyagok olvadékai is tartalmaznak anionokat és kationokat, melyek töltéshordozóként viselkedhetnek. Protonvezetőnek nevezzük azokat a vezető elektrolitokat, melyekben pozitív hidrogén ion a töltéshordozó.
- Plazmában az atomok elektront adnak le, azaz ionizálódnak, az elektromosan töltött gázt az elektronok és az atomokból létrejövő kationok alkotják. A plazma töltéshordozói tehát elektronok és ionok.
- Vákuumban szabadon mozgó, ballisztikusan terjedő töltött részecskék lehetnek töltéshordozók. Például ilyen a katódsugárcsőben a szabad elektronokból álló elektronnyaláb. A vákuumban az elektronokat például kelthetjük termikus emisszióval, vagy téremisszióval is (ezek a vezetőről való, rendre hő illetve elektromos tér hatására történő elektron kilépést jelentik).
- Félvezetőkben az elektronok mellett elektronlyukak is részt vesznek a vezetésben. Az elektronlyukakkal a szilárdtestfizikában valójában a vegyértéksávon terjedő elektronhiányokat modellezzük. A félvezetők töltéshordozói tehát a negatív töltésű elektronok és a pozitív töltésű lyukak.

Ezek alapján látható tehát, hogy az elektromos áram a pozitív és negatív töltéshordozók elmozdulásának összessége, így az elektromos áram felírásakor mindkét töltéstípust figyelembe kell venni. Fémekben csak egyféle töltéshordozó, az elektron található, így ezek esetében az áram csupán ezek mozgásából származik.

## A félvezetők töltéshordozói
A félvezetők esetében két alapvető töltéshordozóról beszélhetünk. Ezek egyike az elektron, ami jellemzően a vezetési sáv alján terjed, töltése negatív. A félvezetők másik töltéshordozója az elektronlyuk, melyek gyakorlatilag a vegyértéksáv tetején található elektronhiányok. Ezek az elektronokhoz hasonló módon elmozdulhatnak a rácsban, az elektronlyukakat az elektronnal azonos nagyságú, de ellentétes előjelű, azaz pozitív töltéssel rendelkező töltéshordozóként képzelhetjük el.

### Töltéshordozók keltése és rekombinációja
Ha egy elektron és egy lyuk találkozik a rácsban, rekombináció történhet, ami mindkét töltéshordozó eltűnését eredményezi. A gyakorlatban ez azzal jár, hogy az elektron a vezetési sávból a vegyértéksávba jut és betölt egy ott található elektronhiányt. Közben a többletenergiáját leadja. A két töltéshordozó eltűnésekor felszabaduló energia lehet termikus energia (amit a rácson terjedő fononok kapnak meg, ez a félvezetők termikus veszteségeinek egy forrása), illetve történhet fotonkibocsátással (ez az optikai rekombináció, mely a LED és a lézer működésének is az alapja).

### Többségi és kisebbségi töltéshordozók
Az anyagban a legnagyobb arányban jelen levő töltéshordozót többségi töltéshordozónak nevezzük, főként ezek a felelősek az elektromos áram kialakításáért. N típusú félvezetőben az elektronok, p típusúban a lyukak a többségi töltéshordozók. Kisebbségi töltéshordozóból kevesebb található az anyagban, például n típusú félvezetőben vannak lyukak is, p típusúban elektronok is, de számuk jellemzően jóval kevesebb a többségi töltéshordozókhoz képest.
Az intrinszik félvezetőkben nincsenek szennyezők, ezek félvezető jellege pusztán annak a következménye, hogy a Fermi-szint a tiltott sáv közepén húzódik és a tiltott sáv nem túlságosan nagy. Ilyen félvezetőkben a pozitív és negatív töltéshordozók száma megegyezik. Ha a félvezetőt dópoljuk (szennyezőket juttatunk a kristályba), akkor attól függően, hogy donor vagy akceptor szennyezőt alkalmazunk, benne a többségi töltéshordozók az elektronok illetve a lyukak lesznek.

## Fordítás
Ez a szócikk részben vagy egészben  a   Charge carrier című angol Wikipédia-szócikk ezen változatának fordításán alapul.  Az eredeti cikk szerkesztőit annak laptörténete sorolja fel. Ez a jelzés csupán a megfogalmazás eredetét és a szerzői jogokat jelzi, nem szolgál a cikkben szereplő információk forrásmegjelöléseként.